# ヴィボー県

ヴィボー県
Viborg Amt

ヴィボー県（ヴィボーけん デンマーク語:Viborg Amt）はかつて存在したデンマークの地方行政区画（県）。デンマーク北部、ユトランド半島北部とヴェンシュセルチュー島西部に跨って位置し、行政府所在地はヴィボー。地方行政区画再編により、2006年12月31日をもって廃止され、翌2007年1月1日より、北部は北ユラン地域、南部は中央ユラン地域に組み入れられた。